# Louis Cheung
Pour les articles homonymes, voir Cheung.
Louis Cheung, de son vrai nom Cheung Kai-chung (張繼聰, né le 11 janvier 1980), est un acteur et chanteur hongkongais de cantopop.

## Biographie
Élève à la Hong Kong Academy for Performing Arts, il débute au théâtre en 1997, et joue dans plus de 20 pièces, dont le classique Un tramway nommé Désir dans le rôle du personnage principal, Stanley Kowalnski.
En 1984, il débute devant la caméra en apparaissant dans une publicité pour du lait Nestlé. Il a depuis participé à plus de 100 émissions de télévision, films et publicités.
Il commence sa carrière de chanteur en 2005, remportant le Ultimate Song Chart Awards Presentation - Best Male Newcomer (Bronze) la même année, ainsi que le Ultimate Song Chart Awards Presentation - Music Composer Award et le Ultimate Song Chart Awards Presentation - Singer-songwriter Award. Il écrit également de nombreuses chansons pour d'autres chanteurs de cantopop, tels que Eason Chan, Leo Ku (en), Hacken Lee (en), Eric Sun, et Joey Yung. Ses chansons les plus connues sont Woodgrain et Hard to Detect.
Il signe un contrat avec la chaîne TVB en 2012. La première série dans laquelle il joue est Inbound Troubles (en), dans le rôle secondaire de Sung Wai-chiu. En 2013 et 2014, il joue dans Brother's Keeper (en), Gilded Chopsticks (en), Black Heart White Soul (en) et Come On, Cousin (en), et est acclamé par la critique pour sa capacité à faire à la fois de la comédie et du drame. Il reçoit cinq nominations aux TVB Anniversary Awards de 2014, et remporte finalement le prix de l'« acteur le plus amélioré ». En 2015, il joue dans Raising the Bar (en) dans le rôle de Quinton Chow Chi-pok, le second protagoniste. En août 2015, il tient un rôle principal pour la première fois dans Momentary Lapse of Reason (en) avec Tavia Yeung, Lin Xiawei (en), et Mat Yeung (en).

## Vie privée
Il se marie avec Kay Tse (en) en 2007 qu'il avait rencontré au lycée Tai Po. Ils ont un fils, James Cheung, né la même année, et une fille, Karina Cheung, née en 2017. En raison de ses tournages pendant la pause de Kay en 2017, il admet se sentir malheureux que Karina n'ait pas pu le voir pendant plus de 7 mois.

## Discographie

### Albums
- To Be or Not To Be (2005)
- 將繼衝 (2006)
- Kidult (2007)
- Check Point (2007)
- Rock N Break (2008)
- B.C (2009)
- 456 (2010)

### Singles
| Année | Album              | Chanson        | 903 | RTHK | 997 | TVB | Note                        |
| ----- | ------------------ | -------------- | --- | ---- | --- | --- | --------------------------- |
| 2005  | To Be Or Not To Be | Mad U So       | 3   | 13   |     | 7   |                             |
|       | To Be Or Not To Be | 彈弓手         | 17  |      |     |     |                             |
|       | To Be Or Not To Be | 慷慨           |     |      | 13  |     |                             |
|       | To Be Or Not To Be | 賭城風雲       | 15  |      |     |     |                             |
|       | 將繼衝             | 烏蠅鏡         | 20  |      |     |     | en duo avec Kay Tse (en)    |
| 2006  | 將繼衝             | K型            | 2   | 8    | 5   |     |                             |
|       |                    | 只有我是最愛你 |     |      | 3   |     |                             |
|       | 將繼衝             | 囉唆           | 5   |      | 9   |     |                             |
|       | 將繼衝             | 烏龜           |     | 15   | 7   | 2   |                             |
|       | 將繼衝             | 將...繼...衝   | 16  |      |     |     |                             |
|       | Kidult             | 愛你你咪理     | 4   | 15   | 5   |     |                             |
|       | Kidult             | 四小強         | 14  |      | 10  |     |                             |
| 2007  | Kidult             | 寧願晏D瞓      | 1   | 9    | 3   | 2   |                             |
|       | Kidult             | Good Luck      | 19  |      |     |     |                             |
|       | Check Point        | 下世紀的地圖   | 20  |      | 4   |     |                             |
|       | Check Point        | 白鳥           | 8   | 19   | 8   |     |                             |
|       | Check Point        | Single Bell    | 3   | 4    | 8   |     |                             |
| 2008  | Rock N Break       | 石縫           | 16  | 10   | 2   |     |                             |
|       | Rock N Break       | Gimme A Break  | 6   | 5    | 4   |     |                             |
|       | Rock N Break       | 循環線         | 1   |      | 3   |     |                             |
|       | Rock N Break       | 花生           |     |      | 9   |     |                             |
| 2009  | Rock N Break       | 一手舞曲       | 16  |      |     |     |                             |
|       | Today Special      | 爸爸聲         |     | 9    | 2   |     | en duo avec Hacken Lee (en) |
|       | B.C.               | 永和號         | 1   | 3    | 2   | 5   |                             |
|       | B.C.               | 這一秒         | 3   | 16   | 2   | 5   |                             |
|       | B.C.               | 港九情         | 3   |      |     |     |                             |
| 2010  | 456                | 亂世佳人       | 1   |      | 4   | 2   |                             |

## Récompenses
- 2008 Metro Hit Music Awards : 循環線, une chanson composée par Louis Chueng, remporte le premier prix de la nouvelle chanson.
- Commercial Radio Hong Kong (en) – 2007 Ultimate (Chik Chak) Best composer award (叱咤樂壇作曲人 大獎)
- Commercial Radio Hong Kong – 2007 Ultimate (Chik Chak) Producer/singer silver award (叱咤唱作人銀獎)

## Doublage cantonais
- 2002 : Star Wars, épisode II : L'Attaque des clones : Anakin Skywalker
- 2005 : Star Wars, épisode III : La Revanche des Sith  : Anakin Skywalker/Dark Vador
- 2005 : Le Château ambulant : Hauru
- 2005 : Fullmetal Alchemist: Conqueror of Shamballa : Roy Mustang
- 2005 : Be with You : Mio Aio
- 2005 : Garfield 2 : Jon Arbuckle
- 2005 : Les Contes de Terremer : Prince Arren / Lebannen
- 2007 : La Traversée du temps : Chiaki Mamiya
- 2010 : Tempête de boulettes géantes : Flint Lockwood
- 2017 : Vaiana : La Légende du bout du monde : Maui

## Filmographie

### Cinéma
- 2005 : Cocktail (caméo)
- 2008 : Love Is Elsewhere (en)
- 2008 : True Women for Sale (en) (caméo)
- 2009 : Short of Love (en)
- 2010 : Ip Man : La légende est née (caméo)
- 2012 : My Sassy Hubby
- 2015 : Undercover Duet
- 2015 : Keeper of Darkness (en)
- 2015 : Ip Man 3
- 2016 : Happiness
- 2016 : Line Walker
- 2017 : Shock Wave
- 2018 : Agent Mr Chan
- 2018 : Lucid Dreams
- 2018 : L Storm
- 2018 : The Lingering
- 2018 : The Leaker
- 2018 : Hotel Soul Good
- 2019 : A Lifetime Treasure
- 2019 : P Storm
- 2019 : Fagara
- 2019 :  A Witness Out of the Blue
- 2020 : Enter the Fat Dragon
- 2021 : Where the Wind Blows
- En production : Breakout Brothers
- En production : G Storm

### Télévision
- 2010 : ICAC Investigators 2011
- 2013 : Inbound Troubles
- 2013 : Brother's Keeper
- 2014 : Gilded Chopsticks
- 2014 : Black Heart White Soul
- 2014 : Come On, Cousin
- 2015 : Raising the Bar
- 2015 : Come Home Love 2
- 2015 : Momentary Lapse of Reason
- 2016 : Two Steps from Heaven
- 2017 : My Ages Apart